# Nickelodeon Rusland
Nickelodeon Rusland, ook wel Nickelodeon (CIS) genoemd, is een Russische televisiezender, in het Russisch en Engels. Er worden vooral cartoons op uitgezonden en is onderdeel van Nickelodeon internationaal.

## Programmering

### Nick Jr.
- Dora The Explorer
- Peppa Pig
- Go, Diego, Go
- The Wonder Pets

### NickToons
- El Tigre
- Growing Up Creepie
- Wayside
- Hey Arnold!
- Rugrats
- As Told By Ginger
- Rocket Power
- CatDog
- Avatar: The Last Airbender
- The Wild Thornberrys
- Danny Phantom
- The Adventures Of Jimmy Neutron
- Catscratch
- My Life As A Teenage Robot
- Ricky Sprocket: Showbiz Boy
- SpongeBob SquarePants
- Kappa Mikey
- Growing Up Creepie

### Nick At Night
- Drake & Josh
- Romeo!
- Unfabulous
- The Brothers Garcia